# 顏萬進
顏萬進（1965年7月4日—），筆名藤原進三，台灣彰化縣人，國立政治大學法律系畢業、日本京都大學法律碩士，日本京都產業大學法學博士。學生時代是政大學運「野火」發起人，在學運刊物《野火戰線》撰有大量文章。當時和台灣大學的自由之愛運動，一起成為校園民主化運動先驅。顏萬進先後擔任過國家政策研究中心研究員、林濁水國會辦公室主任、民進黨中國事務部主任、民進黨政策會副執行長，在民進黨內屬於新潮流系。
1996年擔任民進黨中國事務部主任，任內在1998年2月舉辦「中國政策大辯論」。在該會中，民進黨主席許信良強調「大膽西進」，但未受到黨內菁英的支持。
2000年總統大選，顏萬進曾參與撰寫陳水扁總統兩岸政策白皮書，並擔任陳水扁總統競選總部戰情部主任，參與各項決策。2000年民進黨執政後，任海基會副秘書長。民進黨中國事務部於顏萬進主任任內開始出版《中國事務》季刊。
2005年蘇貞昌擔任民進黨黨主席時，顏擔任民進黨副秘書長、內政部政務次長等職。
2017年起以筆名「藤原進三」，以每周一封給兒子家書的方式，花了18周時間寫下描述天才少年的小說《少年凡一》，更從中延伸出給妻子的情書《彩虹麗子》，2部小說融合虛構與真實，內容包羅萬象。2018年出版《凡一‧一凡》。 

## 所屬派系
在派系上，一般認為顏萬進屬於新潮流系，顏萬進並曾擔任該派系領導集體「政協」的委員。

## 涉入弊案
2006年7月19日，顏萬進因涉北投空中纜車弊案，遭檢方依貪瀆罪嫌聲押；20日下午，台北地院裁定顏萬進羈押禁見；當天，顏萬進主動請辭獲准。
2007年9月14日，北投空中纜車案台北地院一審宣判，依貪污治罪條例以及業務侵占等罪判十五年、褫奪公權八年，貪污所得沒收。
2008年7月16日，台灣高等法院宣判北投空中纜車弊案，被告刑度略減，涉嫌向復興航空收取三十張機票部分，高院認為罪證不足，改判無罪。

## 著作

### 論述
- 《在野時期民進黨大陸政策》（台北：新文京開發出版，2003年4月20日，ISBN 9789575127794）

### 小說
- 《少年凡一》（台北：遠流出版，2017年3月30日，ISBN 9789573279648）
- 《彩虹麗子》（台北：遠流出版，2017年5月25日，ISBN 9789573279785）
- 《凡一‧一凡》（台北：商周出版，2018年6月16日，ISBN 9789864774814）
- 《我們曾經這樣活著：三星八德監獄物語》（台北：商周出版，2020年2月6日，ISBN 9789864777167）以上作者均署名「藤原進三」